# Зграда са сликарским атељеима и галеријом Салона Музеја савремене уметности у Београду
Зграда са сликарским атељеима и галеријом Салона Музеја савремене уметности, oдносно прецизније Дом београдских уметника, налази се у градској општини Стари град, у Париској улици 14 у Београду. Уврштена је 2018. године у споменик културе Србије.

## Историјат и архитектура
Дом београдских уметника у Париској улици 14 (неформални називи: Зграда за сликаре, Зграда за уметнике) пројектован је и грађен у периоду 1956—1960. године, према нацртима српског архитекте Мирослава Мирка Јовановића, као прва виешепородична стамбена заједница уметника у послератном Београду , настала комбинованим обликом инвестирања. Пројектним програмом предвиђeна је комбинована намена објекта - на спратовима су били предвиђени станови са уметничким атељеима (сликарски атељеи, музички студио и пројектни атеље), а у приземљу галеријски простор за излагање уметничких дела.
По завршетку градње, почетком 1961. године, у зграду су се уселили следећи значајни ствараоци - сликари: Миленко Шербан (1907-1979), Иван Табаковић (1898-1977), Стојан Аралица (1883-1980) и Предраг Пеђа Милосављевић (1908-1987); музичари: Живојин Здравковић (1914-2001); и архитекте: Мирослав Мирко Јовановић (1924-2003), Даница Дана Милосављевић (1919-2018) и Ратислава Загорчић (1914-1982). Поред њих, у згради су становали новинар дневног листа Политике Василије Васа Јакшић (1913-1984) и грађевински инжењер Славко Ђорђевић (1926-?).
Исте године, у приземљу зграде почела је са радом Прва модерна галерија у Београду, данас позната као Салон Музеја савремене уметности, који у овом простору постоји више од педесет година, где се излажу дела најзначајнијих југословенских, српских и светских уметника.
У јуну 2018. године Влада Републике Србије прогласила је Зграду са сликарским атељеима и галеријом Салона Музеја савремене уметности у Београду за споменик културе Србије.